# كريستوف فريدريك ريختر
كريستوف فريدريك ريختر (بالألمانية: Christian Friedrich Richter)‏ هو عالم عقيدة وعالم حشرات ألماني، ولد في 5 أكتوبر 1676 في Żary ‏ في بولندا، وتوفي في 5 أكتوبر 1711 في هاله في ألمانيا.